# Nobuhiro Ueno
Nobuhiro Ueno (上野 展裕?, Ueno Nobuhiro; Kōka, 26 agosto 1965) è un allenatore di calcio ed ex calciatore giapponese, di ruolo difensore.